# Choulou (köping i Kina)
Choulou (kinesiska: 仇楼, 仇楼镇) är en köping i Kina. Den ligger i provinsen Henan, i den centrala delen av landet, omkring 87 kilometer öster om provinshuvudstaden Zhengzhou. Antalet invånare är 53 588. Befolkningen består av 26 078 kvinnor och 27 510 män. Barn under 15 år utgör 23,0 %, vuxna 15-64 år 67 %, och äldre över 65 år 8,0 %.
Genomsnittlig årsnederbörd är 702 millimeter. Den regnigaste månaden är juli, med i genomsnitt 190 mm nederbörd, och den torraste är januari, med 5 mm nederbörd.